# Neodendragonum laurenti
Neodendragonum laurenti is een keversoort uit de familie van de loopkevers (Carabidae). De wetenschappelijke naam van de soort is voor het eerst geldig gepubliceerd in 1950 door Basilewsky.